# Transport rutier de marfă
Transportul rutier de marfă desemnează deplasarea în spațiu a mărfurilor cu ajutorul autovehiculelor specializate (camioane).
Camioanele au o mobilitate deosebită, nefiind legate de instalații speciale fixe cum este cazul în transportul feroviar, de pildă (linii de cale ferată, depouri, triaje etc.). Deoarece ele pot pătrunde în locuri unde alte mijloace de transport nu au accesibilitate, constituie o componentă indispensabilă a transporturilor multimodale.
Cu ajutorul camioanelor se pot organiza transporturi directe de la furnizor și până la beneficiarul mărfurilor din țară sau străinătate, evitându-se transbordările pe parcurs și consecințele acestora: manipulări costisitoare; pierderi cantitative și calitative; rătăciri de colete; sustrageri etc.
Transportul rutier de marfă se poate desfășura pe plan național - transport rutier național de marfă cât și internațional - transport rutier internațional de marfă. 
Transport rutier național de marfă este o operațiune de transport care se execută cu un vehicul rutier înmatriculat într-o țară, numai pe teritoriul țării respective.
Tipuri de transport rutier de mărfuri și bunuri
1. Transporturi de mărfuri generale
2. Transporturi de mărfuri perisabile
3. Transporturi de mărfuri periculoase
4. Transporturi de animale vii
5. Transporturi de mărfuri cu mase sau dimensiuni depășite
6. Transporturi cu vehicule specializate
7. Transporturi speciale cu vehicule
8. Transporturi agabaritice
9. Transporturi frigorifice.